# Claudette Mink
Claudette Mink (ur. 4 kwietnia 1971 w Toronto, w prowincji Ontario, Kanada) – kanadyjska aktorka filmowa i telewizyjna. 

## Życiorys
Absolwentka George Brown Theatre School. Za rolę w kanadyjskim serialu telewizyjnym The Guard zdobyła w 2008 roku nominację do nagrody Leo.

## Wyselekcjonowana filmografia
- 2008: The Guard jako Laura Nelson
- 2006: Uwaga, faceci! (Men in Trees) jako Kiki
- 2006: Battlestar Galactica jako Shevon
- 2006: The L Word jako Marlene
- 2004: The Days jako Tyler
- 2004: Alfie jako Bitter Girl
- 2003: Zapłata (Paycheck) jako Sara Rethrick
- 2001: Dzieci kukurydzy VII: Objawienie (Children of the Corn: Revelation) jako Jamie
- 1994: Komandosi śmierci (Deadly Heroes) jako Marcy Cartowski